# Villamoratiel de las Matas (kommunhuvudort)
Villamoratiel de las Matas är en kommunhuvudort i Spanien.   Den ligger i provinsen Provincia de León och regionen Kastilien och Leon, i den norra delen av landet, 260 km nordväst om huvudstaden Madrid. Villamoratiel de las Matas ligger 848 meter över havet och antalet invånare är 172.
Terrängen runt Villamoratiel de las Matas är platt. Runt Villamoratiel de las Matas är det mycket glesbefolkat, med 5 invånare per kvadratkilometer. Närmaste större samhälle är Santas Martas, 6,9 km nordväst om Villamoratiel de las Matas. Trakten runt Villamoratiel de las Matas består till största delen av jordbruksmark.